# Sitra Ahra
Sitra Ahra — це чотирнадцятий повнометражний музичний альбом Therion, випущений 17 вересня 2010 року в Європі і 26 жовтня 2010 року в Північній Америці. Це перший студійний альбом з Gothic Kabbalah в 2007 році. Назву альбому було оголошено 4 лютого 2010 року.

## Список композицій
- Introduction Sitra Ahra
- Kings of Edom
- Unguentum Sabbati
- Land of Canaan
- Hellequin
- 2012
- Cu Chulainn
- Kali Yuga III
- The Shells Are Open
- Din
- Children of the Stone (After the Inquisition)